# Kim Grant
Kim Grant (ur. 25 września 1972 w Sekondi-Takoradi) – ghański piłkarz występujący na pozycji napastnika.

## Kariera piłkarska
Od 1991 do 2008 roku występował w Charlton Athletic, Luton Town, Millwall, Notts County, Lommel United, Marco, Scunthorpe United, Yeovil Town, Imortal, Sarawak, Shonan Bellmare, Gravesend & Northfleet, Wimbledon, Sengkang Punggol, Geylang United i Woking.